# Terroryzm islamski

Kula ognia po uderzeniu w południową wieżę WTC lotu 175 podczas zamachu z 11 września 2001 r.

Terroryzm islamski – obejmuje akty terrorystyczne popełniane przez grupy lub osoby, które mają motywacje islamskie.
Największa liczba ataków spowodowanych terroryzmem islamskim miała miejsce w takich krajach jak Irak, Afganistan, Nigeria, Pakistan, Jemen i Syria. W raporcie Global Terrorism Index z 2016 r. podano, że w roku poprzedzającym cztery islamskie grupy ekstremistyczne były odpowiedzialne za 74% wszystkich zgonów związanych z islamskim terroryzmem: ISIS, Boko Haram, talibowie i Al-Ka’ida. 
Od około 2000 r. ataki te mają miejsce w skali globalnej, dotykając nie tylko kraje z muzułmańską większością obywateli w Afryce i Azji, ale także kraje z niemuzułmańską większością, takie jak Stany Zjednoczone, Wielka Brytania, Francja, Niemcy, Hiszpania, Belgia, Szwecja, Rosja, Australia, Kanada, Sri Lanka, Izrael, Chiny, Indie i Filipiny. Zamachy wymierzane są w ludzi różnych wyznań, jednak większość dotyka samych muzułmanów. 
Ekstremistyczne grupy islamskie uzasadniają ataki na ludność cywilną ekstremalnymi interpretacjami Koranu i Hadisu oraz prawa szariatu. Należą do nich: zemsta zbrojnego dżihadu za domniemaną niesprawiedliwość niewierzących przeciwko muzułmanom (retoryka stosowana zwłaszcza przez Al-Ka’idę); przekonanie, że zabicie wielu samozwańczych muzułmanów jest potrzebne, ponieważ naruszają oni prawo islamskie i faktycznie są niewiernymi (kafir); potrzeba przywrócenia i oczyszczenia islamu poprzez ustanowienie prawa szariatu, a także poprzez przywrócenie kalifatu jako państwa panislamskiego (zwłaszcza ISIS); chwała i niebiańskie nagrody za męczeństwo; supremacja islamu nad wszystkimi innymi religiami.
W Polsce w 2015 r. poziom zagrożenia terrorystycznego wynosił zero, w pięciostopniowej skali. Około 20–40 obywateli polskich dołączyło do organizacji terrorystycznych w strefie konfliktu w Syrii i Iraku.